# Boldklubben 1903
A Boldklubben 1903 egy dán labdarúgócsapat. A klubot 1903-ban alapították, székhelye Koppenhágában van. Jelenleg az ötödosztályban szerepel. A klub 1992-ben egyesült a Kjøbenhavns Boldklub csapatával, így létrehozva az FC København csapatát.

## Sikerek
- Bajnokság:
  - Győztes (7): 1920, 1924, 1926, 1938, 1969, 1970, 1976
- Kupa:
  - Győztes (2): 1979, 1986

## Külső hivatkozások
- (dánul) Hivatalos weboldal